# HAPPY (DISH//のアルバム)
『HAPPY』（ハッピー）は、DISH//の1枚目のEP。2023年8月9日にSony Recordsから発売された。

## 概要
- 自身初のEPである[4][注 1]。
- CDは初回生産限定盤DB盤・DVD盤、通常盤の3形態で発売。
- 初回生産限定盤はLPサイズ仕様。

## 収録曲

### CD
1. エンドロールは悲しくない
作詞・作曲：北村匠海 編曲：坂井直樹
  - 配信限定9thシングル
2. ウェディングソング
作詞・作曲：泉大智　編曲：宗本康兵
  - 配信限定10thシングル
3. Vamping
作詞：橘柊生　作曲：橘柊生、北村匠海　編曲：山下洋介
4. everyday life.
作詞：橘柊生　作曲：DISH//　編曲：山下洋介
5. HAPPY
作詞：北村匠海　作曲：DISH//　編曲：akkin
  - 2023年8月9日にMVが公開された。

### 特典Blu-ray/DVD
- 『TRIANGLE』リリース記念スペシャルライブ

| #   | タイトル                   | 作詞 | 作曲・編曲 |
| --- | -------------------------- | ---- | ---------- |
| 1.  | 「No.1」                   |      |            |
| 2.  | 「しわくちゃな雲を抱いて」 |      |            |
| 3.  | 「沈丁花」                 |      |            |
| 4.  | 「スパゲッティ」           |      |            |
| 5.  | 「万々歳」                 |      |            |
| 6.  | 「マチネソワレ」           |      |            |
| 7.  | 「Brand new day」          |      |            |
| 8.  | 「Replay」                 |      |            |
| 9.  | 「五明後日」               |      |            |
| 10. | 「ブラックコーヒー」       |      |            |
| 11. | 「FLY」                    |      |            |
| 12. | 「真っ白」                 |      |            |

- ミュージックビデオ

| #  | タイトル                                           | 作詞 | 作曲・編曲 |
| -- | -------------------------------------------------- | ---- | ---------- |
| 1. | 「エンドロールは悲しくない [Music Video]」         |      |            |
| 2. | 「エンドロールは悲しくない [Making of the Video]」 |      |            |
| 3. | 「ウェディングソング [Music Video]」               |      |            |
| 4. | 「ウェディングソング [Making of the Video]」       |      |            |